# NGC 1910
NGC 1910, hay LH-41, là một hiệp hội OB trong Đám mây Magellan Lớn.

## Vị trí
Sự thăng thiên của NGC 1910 là 5h 18m 42.5s và độ suy giảm của nó là -69 ° 14 12,1. Nó góc kích thước là 1,54 arcminutes.

## N119
Cụm có một vùng HII liên quan được gọi là N119.

## Sao
NGC 1910 chứa một số ngôi sao bao gồm S Doradus, LH41-1042, LMC195-1 và R85.